# Lawrence McCormick
Lawrence McCormick   (Buckingham, 12 de juliol de 1890 - Hyannis, 30 de desembre de 1961) va ser un jugador d'hoquei sobre gel canadenc de naixement, però estatunidenc d'adopció, que va competir a començaments del segle xx. Era germà del també jugador d'hoquei sobre gel Joseph McCormick.
Va començar la seva carrera jugant al Pittsburgh Yellow Jackets, poc abans de la Primera Guerra Mundial. Poc després, juntament amb el seu germà Joseph es va allistar a l'exèrcit dels Estats Units. Ambdós van lluitar a França durant la Primera Guerra Mundial, motiu pel qual tenien dret a la ciutadania dels Estats Units. El 17 de març de 1920, només cinc setmanes abans de jugar els Jocs Olímpics d'Estiu de 1920 d'Anvers es van nacionalitzar estatunidencs. En aquests Jocs guanyà la medalla de plata en la competició d'hoquei sobre gel, després de perdre la final contra la selecció del Canadà.